# Баже-ла-Виль
Баже́-ла-Виль (фр. Bâgé-la-Ville) — коммуна во Франции, находится в регионе Рона-Альпы. Департамент коммуны — Эн. Входит в состав кантона Баже-ле-Шатель. Округ коммуны — Бург-ан-Бресс.
Код коммуны — 01025.

## Население
Население коммуны на 2010 год составляло 3040 человек.
| 1962 | 1968 | 1975 | 1982 | 1990 | 1999 | 2010 |
| ---- | ---- | ---- | ---- | ---- | ---- | ---- |
| 1399 | 1383 | 1361 | 1596 | 1959 | 2318 | 3040 |